# Babočkovití
Babočkovití (Nymphalidae) je čeleď celosvětově rozšířených motýlů, která je na světě zastoupena přibližně 5000 druhy (z toho na území Česka se vyskytuje 41 druhů, z nichž už 4 druhy vyhynuly). Babočkovití dosahují rozpětí křídel až 200 mm, ale na území Česka největší pouze 85 mm. Jedná se o nejhojnější čeleď denních motýlů. Motýli mají charakteristické základní kresby na křídlech.

## Ochranné zbarvení
Některé druhy z této čeledi (zejména rod Caligo) ze Střední a Jižní Ameriky mají na křídlech výrazné zbarvení s kresbou velkého „oka“, které nápadně připomíná oči sovy. Díky tomuto výstražnému zbarvení mají tito motýli větší šanci uniknout predátorům.

## Podčeledi
Podčeledi dle BioLib:
- Apaturinae – batolci
- Calinaginae
- Charaxinae – ostruháci
- Cyrestinae
- Danainae – danausovití
- Eurytelinae (synonymum Biblidinae)
- Heliconiinae – perleťovci
- Libytheinae – cípatci
- Limenitinae – bělopásci
- Morphinae
- Nymphalinae – babočky
- Satyrinae – okáči